# Parti du travail et de la solidarité
Le Parti du travail et de la solidarité (PTS) est un parti politique guinéen.
C'est l'un des 24 partis ayant participé à l'élection présidentielle de 2010. Son candidat, Mamadou Diawara, il a été éliminé au 1er tour, avec 0,32% des suffrages,.
En 2012, c'est l'un des 44 partis qui rejoignent la coalition RPG-Arc-en-Ciel d'Alpha Condé,.
En 2013, participe aux élections législatives sous la bannière du partie aux pouvoirs RPG-Arc-en-ciel et le président du partie rend est décédée en 2020 à Bamako.